# Bosc-Roger-sur-Buchy
Bosc-Roger-sur-Buchy är en kommun i departementet Seine-Maritime i regionen Normandie i norra Frankrike. Kommunen ligger i kantonen Buchy som tillhör arrondissementet Rouen. År 2018 hade Bosc-Roger-sur-Buchy 755 invånare.

## Befolkningsutveckling
Antalet invånare i kommunen Bosc-Roger-sur-Buchy
| Referens: INSEE |